# Zel·lerita
La zel·lerita és un mineral de la classe dels carbonats. Rep el seu nom de Howard Davis Zeller (1922-2009), geòleg del Servei Geològic dels Estats Units qui va descobrir el mineral.

## Característiques
La zel·lerita és un carbonat de fórmula química Ca(UO₂)(CO₃)₂·5H₂O. Va ser aprovada com a espècie vàlida per l'Associació Mineralògica Internacional l'any 1965. Cristal·litza en el sistema ortoròmbic. La seva duresa a l'escala de Mohs és 2. L'exemplar que va servir per a determinar l'espècie, el que es coneix com a material tipus, es troba conservat al Museu Nacional d'Història Natural, a Washington DC, als Estats Units, amb el número d'identificació 112827.
Segons la classificació de Nickel-Strunz, la zel·lerita pertany a «05.EC - Uranil carbonats, amb proporció UO₂:CO₃ < 1:1 - 1:2» juntament amb els següents minerals: metazel·lerita i fontanita.

## Formació i jaciments
Va ser descoberta l'any 1963 a la mina Lucky MC, al districte de Gas Hills del comtat de Fremont, a Wyoming, Estats Units, on sol trobar-se associada a altres minerals com: metazel·lerita, guix, limonita, schoepita, metaautunita, uranofana i òpal. També als Estats Units, ha estat descrita a la mina White Canyon, al comtat de San Juan (Utah), i a la mina Alta, al comtat de McKinley, a Nou Mèxic. Fora del continemt americà se n'ha trobat zel·lerita en alguns indrets de la República Txeca, a Lodève (Occitània, França), a les pegmatites de Bjertnes (Buskerud, Noruega), a Crucea (Romania), a Adiguèsia (Rússia) i a la regió de Banská Bystrica, a Eslovàquia.